# Mezőberény
Mezőberény (în slovacă Poľný Berinčok, în germană Maisbrünn) este un oraș în districtul Békés, județul Békés, Ungaria, având o populație de 10.727 de locuitori (2011).

## Demografie
Componența etnică a orașului Mezőberény
     Maghiari (86,66%)
     Romi (5,62%)
     Germani (3,61%)
     Slovaci (3,38%)
     Necunoscut (0,42%)
     Alții (0,31%)
Componența confesională a orașului Mezőberény
     Fără religie (35,54%)
     Reformați (16,22%)
     Luterani (12,43%)
     Romano-catolici (8,38%)
     Necunoscută (26,36%)
     Alte religii (2,72%)
Conform recensământului din 2011, orașul Mezőberény avea 10.727 de locuitori. Din punct de vedere etnic, majoritatea locuitorilor (86,66%) erau maghiari, existând și minorități de romi (5,62%), germani (3,61%) și slovaci (3,38%). Apartenența etnică nu este cunoscută în cazul a 0,42% din locuitori. Nu există o religie majoritară, locuitorii fiind persoane fără religie (35,54%), reformați (16,22%), luterani (12,43%) și romano-catolici (8,38%). Pentru 26,36% din locuitori nu este cunoscută apartenența confesională.
În anul 1881 la Mezőberény locuiau 11.368 de persoane, din care 4.267 slovaci, 3.860 maghiari, 2.614 germani și 627 din alte etnii.
Componența etnică a orașului Mezőberény în 1881.
     Slovaci (37,54%)
     Maghiari (33,95%)
     Germani (22,99%)
     Alții (5,51%)